# Memorijalni turnir Blago Zadro
Memorijalni turnir Blago Zadro je nogometni turnir koji se od 2010. godine održava u Vukovaru. Turnir se održava u spomen na hrvatske branitelje poginule u Domovinskom ratu, general-bojnika Blagu Zadru, zapovjednika obrane Borova Naselja i dvojicu igrača HNK Borovo, Nikolu Živkovića i Domagoja Čovića. Organizatori memorijalnog turnira su HNK Borovo i Udruga branitelja i dragovoljaca Domovinskog rata Trpinjska cesta 1991. iz Vukovara.
Utakmice se odigravaju na igralištu HNK Borovo. Generalni pokrovitelj turnira je Grad Vukovar, a medijski pokrovitelj Hrvatski radio Vukovar.

## Dosadašnji sudionici
- 2010. – HNK Vukovar '91, NK Široki Brijeg, NK Osijek, HNK Cibalia Vinkovci
- Turnir se nije održao 2011.
- 2012. – HNK Vukovar 1991, NK Široki Brijeg, NK Osijek, HNK Cibalia Vinkovci
- 2013. – HNK Vukovar 1991, NK Široki Brijeg, NK Osijek, NK Hrvatski dragovoljac Zagreb
- 2014. – HNK Vukovar 1991, NK Široki Brijeg, NK Osijek, GNK Dinamo Zagreb
- 2015. – HNK Vukovar 1991, NK Široki Brijeg, NK Osijek, HNK Hajduk Split
- 2016. – HNK Vukovar 1991, NK Široki Brijeg, NK Osijek, HNK Cibalia Vinkovci
- 2017. – HNK Vukovar 1991, NK Široki Brijeg, HNK Cibalia Vinkovci, HNK Radnički Borovo
- Turnir se nije održavao od 2018. do 2020.
- 2021. – HNK Vukovar 1991, NK Široki Brijeg, NK Osijek, HNK Cibalia Vinkovci
- 2022. – HNK Vukovar 1991, NK Široki Brijeg, NK Osijek, NK Slaven Belupo
- 2023. – HNK Vukovar 1991, NK Široki Brijeg, NK Osijek, NK Varaždin
- Turnir se nije održao 2024.[3]

## Dosadašnji pobjednici
- 2010. – NK Široki Brijeg
- 2012. – NK Široki Brijeg
- 2013. – NK Široki Brijeg
- 2014. – NK Široki Brijeg
- 2015. – NK Široki Brijeg
- 2016. – NK Široki Brijeg[4][5]
- 2017. – NK Široki Brijeg
- 2021. – HNK Cibalia Vinkovci[6]
- 2022. – NK Široki Brijeg[7]
- 2023. – NK Varaždin

## Vanjske poveznice
- Memorijalni turnir Blago Zadro  Arhivirana inačica izvorne stranice od 4. travnja 2015. (Wayback Machine) na službenim stranicama HNK Borovo